# Ліптиніт

Ліптиніт

Ліптині́т (рос. липтинит, англ. liptinite; нім. Liptinit m) — група мацералів органічної речовини викопного вугілля. Застаріла форма терміна: лейптиніт (англ. leptynite, leptinite).